# 空之境界
《空之境界》（／ Kara no Kyōkai），简称空境（ Rakkyo），副標題「the Garden of sinners」，是由同人團體「TYPE-MOON」的創始人兼作者奈須蘑菇所寫的奇幻小說，插畫由TYPE-MOON的社長兼原畫師武內崇負責。腳本家虛淵玄表示，這部作品並不像一般科幻作品；一般科幻作品是藉科幻理論來引出發人深省的環節，而閱讀這部作品時，讀者的反思是來自作者縝密的幻想，可見作者本身具有相當宏大的內在視野。漫畫家藤岛康介則表示，角色的塑造和引人入勝的世界觀是本作最大的看點。本作文本的文學價值也頗受肯定，有數篇論文對於其文學意涵進行探討。
本作全七章的内容由ufotable製作成为全七部劇場版动画，2006年12月制作决定，上映日期為2007年12月1日第1章、12月29日第2章、2008年2月9日第3章、5月24日第4章、8月16日第5章、12月20日第6章及2009年8月8日第7章。2011年推出以上動畫的藍光光碟，預購售價高達52500日圓。2012年這七部作品也在Animax電視台上播送。之後更在2013年7月13日推出《俯瞰風景3D》，以及2013年9月28日上映的《空之境界劇場版 未來福音》。其中《空之境界劇場版 未來福音》的藍光光碟甫推出便熱賣3.9萬張，登上Oricon綜合BD週榜冠軍。
空之境界剧场版目前保持的两项记录：
- 主映影院Tiatoru系单馆动画作品历代票房记录第一名。
- DVD贩卖总数突破40万张。[9]

由青木英監督執導拍攝的第一章《俯瞰風景》獲選為2008年第十二屆日本新媒體動漫藝術節動畫部門推薦的作品。動畫新聞網評論員加布里埃菈·埃肯絲（Gabriella Ekens）表示，本作在看似複雜的故事結構之中，講述一個簡單的愛情故事，可說是動畫敘事中的一項傑出成就。空之境界的主題歌皆為片尾曲，所有主題曲皆為Kalafina主唱，梶浦由記作詞、作曲、編曲。除第六章「忘卻錄音」主題曲《fairytale》作詞為梶浦由記與奈须蘑菇。

## 故事內容與創作過程
1998年10月，奈須蘑菇和武內崇在同人社團「竹箒」的網頁上，以網絡小說《空之境界式》（音：Kara no Kyōkai Shiki）的形式登載了第1章，之後第2章、第3章、第4章、 第5章亦刊載在網頁。
1998年11月，於COMITIA 48將第1～3章制以同人誌形式發行《空之境界（上）》出版了10本，當中出售了6本。 1999年8月，再於Comic Market 56出版《空之境界（中）》和《空之境界（下）》各3本，當中下卷收錄網頁上未有登載的第6章「忘卻錄音」和第7章「殺人考察（後）」。
2001年1月，奈須與武內所屬的同人團體TYPE-MOON製作的《月姬PLUS-DISC》收錄部份作品，因為反應良好，同年12月30日，在Comic Market 61再次以同人誌形式（上下兩卷）發行，而後於2004年再由講談社商業出版。

### 第一章《俯瞰風景》
- 主題曲《oblivious》 (遺忘)

#### 故事內容
兩年前的殺人鬼、幽靈群漂浮的大廈、歪曲物體的少女。1998年9月，圍繞巫條大廈發生了連續少女墜樓事件。媒體將其報導為無法解釋的自殺事件，而有一個人，看出了事件背後的某種關聯。她是魔術師蒼崎橙子，伽藍堂事務所的所長。擁有直死之魔眼的兩儀式受橙子所託，前往巫條大廈調查。等待她的是意想不到的敵人，而對抗敵人的武器，只有那把一直在式手中的匕首。而遠在伽藍堂，黑桐似乎被巫條大廈的魔力控制，失去了知覺。

#### 創作過程
奈須本人曾經表示，當時在網站上寫小說的動機是想「盡情寫一些看不懂的故事」，因此將《俯瞰風景》放在第一篇也有篩選讀者的意味。日後TYPE-MOON作畫總監小山廣和回憶道，當初也是看得一頭霧水。腳本家虛淵玄表示，這部作品存在許多縝密的科幻架構，要將原作動畫化相當不容易。不過劇場版為了吸引觀眾，並建立兩儀式的形象，便原創了在夜裡獨自一人吃冰淇淋的情節。另外《俯瞰風景》也有一些敘事上的巧思，例如當初兩儀式的自稱為男性化的「俺（おれ）」，製造讀者對於角色性別的疑惑。第二部劇場版的監督野中卓也第一次看的時候，也是到最後才發覺兩儀式是女性。動畫公司Ufotable為了完成橙子辦公室的美術設計，花了三個月買家具和請工匠將整個場景實際做出來。《俯瞰風景》的監督青木英為了表現出兩儀式俐落的動作，參考了《刀鋒戰士》、《盲俠座頭市》、《追殺比爾》、《七宗罪》等好萊塢電影的分鏡。

#### 劇場版工作人員
監督：青木英
キャラクター原案：武内崇
キャラクターデザイン·作畫監督：須藤友徳/高橋タクロヲ
腳本：平松正樹(Ufotable)
音楽：梶浦由記
美術監督：池信孝
撮影監督：寺尾優一·松田成志
3D監督：中村慎太郎
色彩設計：千葉絵美
音響監督：岩浪美和
製作デスク：鈴木龍
製作プロデューサー：近藤光
アニメーション製作：Ufotable
配給：アニプレックス
製作：劇場版「空の境界」製作委員會

### 第二章《殺人考察（前）》
- 主題曲《君が光に変えて行く》 (光芒由你而生)
- 插入曲《SINGIN' IN THE RAIN》

#### 故事內容
1995年9月，16歲的兩儀式與黑桐幹也相遇了。男孩子氣的兩儀式穿著和服來到學校，特殊的她與任何人都沒有交集，除了黑桐幹也。二人產生了某種關聯，並開始了安穩的校園生活。
同時，街上出現了連續獵奇殺人事件。由於警察朋友的關係，黑桐了解了一些內幕，他感到這個事件與式的雙重人格有某種關係。兩儀式與兩儀織，獵奇殺人事件的真相到底是什麼？
兩儀家的秘密在黑桐眼前逐漸展開。

#### 創作過程
第二部劇場版的製作過程中，奈須本人表示相較於原作較為晦澀難懂而需要修正的第一部，第二部的製作重點在於重現原作恬靜細膩的氛圍。且相較於第一部的緊迫感，《殺人考察（前）》的重點在於兩儀式與黑桐幹也兩人接近的契機，較接近愛情故事的架構。在這之前式身邊只有織，但黑桐幹也出現之後混亂開始產生，描繪這個失控的軌跡的便是這一部《殺人考察（前）》。電影最開始黑桐幹也與兩儀式的對話被要求製作成「不清不楚，若即若離的感覺」。製作時考量到敘事的連貫性，刪減了原作中獨白的部分，改為以黑桐幹也為主要視角。對於Ufotable將原作微不足道的、樸素的部分都忠實呈現在螢幕上，奈須本人也感到相當驚艷。

#### 劇場版工作人員
監督：野中卓也
キャラクター原案：武内崇
キャラクターデザイン·作畫監督：須藤友徳/高橋タクロヲ
腳本：平松正樹(Ufotable)
音楽：梶浦由記
美術監督：池信孝
撮影監督：寺尾優一·松田成志
3D監督：中村慎太郎
色彩設計：千葉絵美
音響監督：岩浪美和
製作デスク：鈴木龍
製作プロデューサー：近藤光
アニメーション製作：Ufotable
配給：アニプレックス
製作：劇場版「空の境界」製作委員會

### 第三章《痛覺殘留》
- 主題曲《傷跡》

#### 故事內容
1998年7月，酒會歸來的下雨之夜，黑桐幹也收留了一位無家可歸的少女。但不久，少女不辭而別，去向不明。
與此同時，發生了連續殺人事件。死者無一例外，都是由於身體被強大的力量過渡扭曲而死。伽藍堂開始為此展開調查。一步步深入的調查，犯罪者居然是當時不辭而別的少女淺上藤乃，而她的能力更是驚人的強大。兩儀式，擁有直死之魔眼的少女兩儀式，再次提起匕首迎戰。

#### 創作過程
作者奈須蘑菇受訪時表示，除了這一章，空之境界的每一章都是非常晦澀的故事。第一章篩選了讀者；第二章交代主角的過去；第三章的創作想法是單純的進行故事的發展。在原作的目錄中各章的標題都有一位角色的名字，名字被寫入標題的角色代表故事的背後會被人拯救，或是從異常的位置上回到原位。這章名字出現在目錄中的角色，當然就是淺上藤乃。為了確保淺上藤乃與兩儀式決戰時的畫面張力，製作組特別實地考察彩虹大橋、東京灣跨海公路等地。

#### 劇場版工作人員
監督：小船井充
キャラクター原案：武内崇
キャラクターデザイン·作畫監督：須藤友徳/小船井充
腳本：平松正樹(Ufotable)
音楽：梶浦由記
美術監督：小倉一男
撮影監督：寺尾優一·松田成志
3D監督：中村慎太郎
色彩設計：千葉絵美
音響監督：岩浪美和
製作デスク：鈴木龍
製作プロデューサー：近藤光
アニメーション製作：Ufotable
配給：アニプレックス
製作：劇場版「空の境界」製作委員會

### 第四章《伽藍之洞》
- 主題曲《ARIA》

#### 故事內容
目視得到「死」的雙瞳，將一切事物殺伐的力量，迫使她再次捲入名為「世界」的漩渦。昏迷兩年後，兩儀式甦醒，卻再也不是兩儀式。因意外而昏睡了二年，由於昏迷這段期間式的意識無法觀看外界，而是不斷看著內在的虛無，因此在「　」中不斷接觸死亡概念的式，在醒來後得到能看到世間萬物之死的「直死之魔眼」，並失去試圖殺死黑桐的那段記憶。因為一度無法面對直死之魔眼的力量，企圖自毀眼球但不成功。在聽了蒼崎橙子的話後，決定接受直死之魔眼並應橙子的邀請而進入「伽藍之堂」工作。

#### 創作過程
原作小說是在網路上連載之後，前三章曾經一起放在同人誌裡發售。書中同時也收錄了第四章，作為特典一樣的故事。作者奈須蘑菇受訪時表示，這個章節在作品中扮演承先啟後的位置，可以說是故事的核心。TYPE-MOON作畫總監小山廣和則表示，這個位於故事時間軸最開始的章節，是他最喜歡的一章。且是第一次嘗試在畫面中呈現原作中的「萬物的死線」，讓監督瀧口禎一傷透了腦筋。本作以兩儀式為第一人稱，方便讀者產生共鳴；並在製作上添加了較具娛樂性的王道情節。

#### 劇場版工作人員
監督：瀧口禎一
キャラクター原案：武内崇
キャラクターデザイン·作畫監督：須藤友徳/瀧口禎一
腳本：平松正樹(Ufotable)
音楽：梶浦由記
美術監督：海老澤一男
撮影監督：寺尾優一·松田成志
3D監督：中村慎太郎
色彩設計：千葉絵美
音響監督：岩浪美和
製作デスク：鈴木龍
製作プロデューサー：近藤光
アニメーション製作：Ufotable
配給：アニプレックス
製作：劇場版「空の境界」製作委員會

### 第五章《矛盾螺旋》
- 主題曲《sprinter》 (短跑者)

#### 故事內容
「荒耶，你在追求什麼？」「真正的睿智。」「在哪裡追求？」「只在自己的心裡。」
1998年11月，臙條巴遇到了兩儀式並被她吸引，同時他也被每晚都做噩夢所捆擾著，內容是不斷重現自己殺害家人的過程。兩儀式為了調查事件的真相，前往臙條巴的寓所，卻不知道，他們不知不覺已經進了複雜的「矛盾螺旋」。
而在這一切的背後，是名為荒耶宗蓮的男子，和他蒐集著「死」的螺旋建築。伽藍堂全體出動，賭上性命的戰鬥即將開始。

#### 創作過程
本作在構思階段便設定為兩儀式與大BOSS荒耶宗蓮的對決，監督平尾隆之更形容兩人在決戰的表現簡直像是超級賽亞人。作者奈須蘑菇受訪時表示，會把大決戰放在第五章而非故事最後，是因為解決「世界的問題」與解決「個人的問題」是兩件不同的事；兩儀式即使解決了名為荒耶的「世界的問題」，她「個人的問題」仍還沒結束。並在本作中延續第三章使用過的新本格派與科幻揉合的寫作方式，挑戰了公寓大廈這日常元素的奇特性。為了對矛盾螺旋中出現的建築建築進行美術設計，製作了實體模型，還根據原文節錄出10頁的報告詳細描述。本作的情中一大看點是「複製品與本尊」之間的張力。原本的臙條巴早已死去，即使如此也無法斷言，身為複製品的臙條巴對兩儀式的情感就是假的。關於劇中使用的非線性敘述手法，監督平尾隆之指出是受《千年女優》與《21克》的啟發。

#### 劇場版工作人員
監督：平尾隆之
キャラクター原案：武内崇
キャラクターデザイン·作畫監督：須藤友徳/高橋タクロヲ
腳本：平松正樹(Ufotable)
音楽：梶浦由記
美術監督：池信孝
撮影監督：寺尾優一·松田成志
3D監督：中村慎太郎
色彩設計：千葉絵美
音響監督：岩浪美和
製作デスク：鈴木龍
製作プロデューサー：近藤光
アニメーション製作：Ufotable
配給：アニプレックス
製作：劇場版「空の境界」製作委員會

### 第六章《忘却錄音》
- 主題曲《fairytale》 (童話)

#### 故事內容
1999年1月，黑桐鮮花所就讀的高級女子中學——禮園出現了神秘的事件。
原作小說中是一年四班的學生橘佳織在宿舍起火事件中身亡，隨後一年四班全體同學陸續收到了來源不明的信件，因此每天活在痛苦與煩惱之中。
劇場版中則是橘佳織疑似因吸毒而陷入昏迷，其班導師兼前理事長的弟弟也在事件發生後失蹤。不安的情緒在禮園全體學生間蔓延。
為了解決事件，兩儀式假扮學生潛入禮園，與黑桐鮮花一同調查事件的原委。另一方面，黑桐幹也在使用自己的方法追踪事件的真相。而事件的背後，似乎還有那個男人，魔術師荒耶宗蓮的安排。蒼崎橙子之徒黑桐鮮花，擁有直死之魔眼的兩儀式，魔術與戰鬥的交叉，禮園的秘密在她們面前展開。

#### 創作過程
作者奈須蘑菇受訪時表示這章的創作初衷是要側面描寫黑桐幹也這個人物，但自己實在太喜歡「發生在女生宿舍的科幻故事」這一主題，一不小心就寫成一個章節的規模。比起第五章裡面被結界包圍的小川公寓，女生宿舍也是一個物理意義上被封鎖的結界。第六章劇場版原案只有30分鐘，但討論後為了最大幅度的展現黑桐鮮花的魅力，Ufotable對原作進行大幅度的更動，最後變成60分鐘的劇場版。例如，劇場版原創黑桐鮮花看到兩儀式和狗嬉戲的場景，不但表現出兩儀式較為普通的一面，也由這個情節再次表現出黑桐鮮花對她的敵意態度。
Ufotable的社長進藤光更說，如果第六章是以黑桐鮮花為主軸的故事，那監督交給三浦貴博就對了。第五章監督平尾隆之表示看了第六章分鏡之後相當驚艷，認為前五章只是為本作暖場而已。監督三浦貴博受訪時表示，有別於前面幾章較為灰暗沉重，這章劇場版在製作上盡量使之成為一個較為放鬆、明亮的一個章節。製作組為了實地考察，取材前被東京附近的20多所女子學校拒絕，最後是到位於神戶的女子學校進行取材。

#### 劇場版工作人員
監督：三浦貴博
キャラクター原案：武内崇
キャラクターデザイン·作畫監督：須藤友徳/高橋タクロヲ
腳本：平松正樹(Ufotable)
音楽：梶浦由記
美術監督：衛藤功二
撮影監督：寺尾優一·松田成志
3D監督：中村慎太郎
色彩設計：千葉絵美
音響監督：岩浪美和
製作デスク：鈴木龍
製作プロデューサー：近藤光
アニメーション製作：Ufotable
配給：アニプレックス
製作：劇場版「空の境界」製作委員會

### 第七章《殺人考察（後）》
- 主題曲《seventh heaven》

#### 故事內容
當接踵而至的怪異事件與式的魔眼衝突，忘卻的記憶開始復甦……1999年2月，殺人鬼回來了！ 1995年在日本發生的連續獵奇殺人事件，因嫌疑人遇到車禍住院而草草結案。如今瘋狂的犯罪再次出現，恐怖的氣氛來襲，原嫌疑人的嫌疑被洗清，到底誰才是這一系列事件的兇手？

#### 劇場版工作人員
監督：瀧澤進介
キャラクター原案：武内崇
キャラクターデザイン·作畫監督：須藤友徳/高橋タクロヲ
腳本：平松正樹(Ufotable)
音楽：梶浦由記
美術監督：衛藤功二
撮影監督：寺尾優一·松田成志
3D監督：中村慎太郎
色彩設計：千葉絵美
音響監督：岩浪美和
製作デスク：鈴木龍
製作プロデューサー：近藤光
アニメーション製作：Ufotable
配給：アニプレックス
製作：劇場版「空の境界」製作委員會

### 《空之境界 終章》
- 主題曲《snow falling》

#### 故事內容
黑桐幹也再度在雪夜之中遇見兩儀式，然而眼前這個人既不是平常的「式」也不是已死的「織」。「根源式」這才將兩儀式的一切娓娓道來......

#### 劇場版工作人員
監督：近藤光
キャラクター原案：武内崇
キャラクターデザイン·作畫監督：須藤友徳
腳本：平松正樹(Ufotable)
音楽：梶浦由記
美術監督：平柳悟
撮影監督：寺尾優一·松田成志
3D監督：中村慎太郎
色彩設計：千葉絵美
音響監督：岩浪美和
製作デスク：鈴木龍
製作プロデューサー：近藤光
アニメーション製作：Ufotable
配給：アニプレックス
製作：劇場版「空の境界」製作委員會

### 《俯瞰風景 3D》

#### 劇場版工作人員
監督：あおきえい
キャラクター原案：武内崇
キャラクターデザイン·作畫監督：須藤友徳/高橋タクロヲ
腳本：平松正樹(Ufotable)
美術監督：池信孝
美術協調：東潤一
色彩設計：千葉絵美
撮影監督：寺尾優一·松田成志
3D項目總監：近藤光·寺尾優一
2D協調/S3D設計：寺尾優一·西脇一樹·森吉篤樹·西中莉麻·松田成次
S3D創作：佐佐木彌生(IMAGICA)
S3D技術工程師：大森智裕(IMAGICA)
音楽：梶浦由記
音響監督：岩浪美和
アニメーション製作：Ufotable
配給：アニプレックス
製作：劇場版「空の境界」製作委員會

### 《空之境界 未來福音》
- 主題曲《アレルヤ》

#### 故事內容
1998年8月3日，適逢高溫難耐的盛夏。眼前正是追逐著倉密目琉海的兩儀式。「── 唷。逮到你了，炸彈魔」隨後，兩儀式就被捲入了爆炸之中。而他，擁有預見未來的能力。
同年的夏天，禮園女學院學生瀨尾靜音在一場意外插曲中，遇見了黑桐幹也。對這個毫無遲疑選擇相信自己所說的每一句話的干也，靜音萌生出淡淡的情愫，她將自己埋藏多年的煩惱向幹也坦白。 ──「我，其實能看到未來」
在那之後過了幾年，依舊是一個炎炎夏日。瓶倉光溜在雇主的委託下，與雇主的女兒未那一同前往探訪那位「能看見未來」的占卜師。周旋於多位主角之間，這個由眾多具備預見未來能力者所創造出的舞台，即將掀開布幕。幸福（未來）就在你（現在）的身旁。

#### 創作過程
作者奈須蘑菇受訪時表示這章在原本的構思中只有在咖啡店的故事，殺人鬼和炸彈魔的故事是不存在的。

#### 劇場版工作人員
監督：須藤友德
キャラクター原案：武内崇
腳本：檜山彬(Ufotable)
角色設定與作畫監督：須藤友德、菊池準也
美術監督：池信孝、衛藤功二、海老澤一男
色彩設計：千葉絵美
撮影監督：寺尾優一
音楽：梶浦由記
音響監督：岩浪美和
製作デスク：鈴木龍
製作プロデューサー：近藤光
アニメーション製作：Ufotable
配給：アニプレックス
製作：劇場版「空の境界」製作委員會

### 《空之境界 未來福音extra chorus》
- 主題曲《dolce》

#### 故事內容
本片根據武內崇創作繪製的三個短篇漫畫改編。
痛覺殘留：經歷了和淺上藤乃的慘烈對決後，傷痕累累的兩儀式待在家中靜養。適逢黑桐幹也臨時出差，他自顧自將一隻黑貓託付給兩儀照看。兩儀與黑貓的關係悄悄起了變化；
俯瞰風景：禮園女子學院八名女孩自殺，宮月理理棲憑弔自殺的好友安藤由子，後悔自己沒有和她一同赴死。就在此時，業已失明的淺上藤乃出現在宮月面前；
新年參拜：1998年即將過去，幹也和兩儀並肩走在去神社參拜的路上。寒冷的冬夜，兩顆孤獨之心不知不覺越來越近。　

#### 劇場版工作人員
監督：あおきえい
キャラクター原案：武内崇
キャラクターデザイン·作畫監督：須藤友徳、藤崎靜香
美術監督：海老澤一男
色彩設計：千葉絵美
撮影監督：寺尾優一
音楽：梶浦由記
音響監督：岩浪美和
アニメーション製作：Ufotable
配給：アニプレックス
製作：劇場版「空の境界」製作委員會

## 劇情年表
| 時間              | 事件                                                                                     |
| ----------------- | ---------------------------------------------------------------------------------------- |
| 1995年3月         | 雪夜中， 幹也初次遇見式（根源式）。劇場版收錄於第二章殺人考察（前）。                    |
| 4月               | 式進入高中。並與幹也相識。劇場版收錄於第二章殺人考察（前）。                             |
| 9月               | 第二章殺人考察（前）。                                                                   |
| 1996年1月         | 织偶遇觀布子之母。劇場版收錄於未來福音。                                                 |
| 1996年3月         | 式遭遇事故，在醫院中昏睡。                                                               |
| 1998年3月         | 幹也高中畢業，升入大學。                                                                 |
| 5月               | 幹也見到橙子製作的人偶，也因此認識了橙子，並從大學中休學。第一章俯瞰風景中，由橙子口述。 |
| 6月               | 第四章伽藍之洞。                                                                         |
| 7月               | 第三章痛覺殘留。                                                                         |
| 8月               | 未來福音、未來福音 extra chorus 01                                                       |
| 9月               | 第一章俯瞰風景。                                                                         |
| 10月              | 未來福音 extra chorus 02                                                                 |
| 11月              | 第五章矛盾螺旋。                                                                         |
| 12月              | 未來福音 extra chorus 03                                                                 |
| 1999年1月         | 第六章忘卻錄音。                                                                         |
| 2月               | 式转入礼园女子学院。第七章殺人考察（後）、特典《终末录音》。                             |
| 3月以后的某段时间 | 式与干也结婚，并生下未那。                                                               |
| 2010年夏          | 未來福音／序                                                                             |

## 出版書籍

### 初刊·同人誌
| 初次刊載 | 初次刊載       | 初次刊載                 |
| 標題     | 出版日期       | 備註                     |
| -------- | -------------- | ------------------------ |
|          | 1998年10月     | 同人社團「竹箒」網頁連載 |
|          | 1998年11月     | 同人社團「竹箒」網頁連載 |
|          | 1998年12月     | 同人社團「竹箒」網頁連載 |
|          | 1998年12月     | 同人社團「竹箒」網頁連載 |
|          | 1999年3月      | 同人社團「竹箒」網頁連載 |
|          | 1999年8月      | Comic Market 56 發售     |
|          | 1999年8月      | Comic Market 56 發售     |
|          | 2008年8月      | Comic Market 74 發售     |
| 同人誌   |                |                          |
| 標題     | 出版日期       | 備註                     |
|          | 2001年12月30日 | Comic Market 61 發售     |
|          | 2001年12月30日 | Comic Market 61 發售     |
|          | 2012年4月30日  | COMIC1☆6 發售            |

### 輕小說
講談社旗下書系講談社Novels於2004年以新書版（novels）發行上、下兩卷。
另外日本也出版了僅有5000本的限定愛藏版，除了將兩本內容統一之外，也在紙緣塗上銀漆。
- 空之境界 限定愛藏版 2004年4月1日發售、ISBN 978-4-06-182373-0

| 上 | 2004年6月8日 | ISBN 978-4-06-182361-7 | 2005年2月 | ISBN 986-7459-47-4 | 解說：笠井潔 |
| 下 | 2004年6月8日 | ISBN 978-4-06-182362-4 | 2005年5月 | ISBN 986-7459-51-2 | 解說：笠井潔 |

講談社旗下書系講談社文庫於2007年以文庫版重新發行上、中、下三卷。
| 冊數 | 講談社         | 講談社                 | 尖端出版      | 尖端出版               | 上海文艺出版社 | 上海文艺出版社         | 人民文学出版社 | 人民文学出版社         | 備註           |
| 冊數 | 發售日期       | ISBN                   | 發售日期      | ISBN                   | 發售日期       | ISBN                   | 發售日期       | ISBN                   | 備註           |
| ---- | -------------- | ---------------------- | ------------- | ---------------------- | -------------- | ---------------------- | -------------- | ---------------------- | -------------- |
| 上   | 2007年11月15日 | ISBN 978-4-06-275892-5 | 2010年4月16日 | ISBN 978-957-10-4253-4 | 2015年9月      | ISBN 978-7-5321-5770-9 | 2019年8月      | ISBN 978-7-02-014349-8 | 解說：綾辻行人 |
| 中   | 2007年12月14日 | ISBN 978-4-06-275920-5 | 2010年6月14日 | ISBN 978-957-10-4254-1 | 2015年9月      | ISBN 978-7-5321-5771-6 | 2019年8月      | ISBN 978-7-02-014350-4 | 解說：菊地秀行 |
| 下   | 2008年1月16日  | ISBN 978-4-06-275946-5 | 2010年7月30日 | ISBN 978-957-10-4255-8 | 2015年9月      | ISBN 978-7-5321-5772-3 | 2019年8月      | ISBN 978-7-02-014354-2 | 解說：笠井潔   |

星海社旗下書系星海社文庫發行外傳《空之境界：未來福音》。
| 星海社         | 星海社                 | 尖端出版      | 尖端出版               | 上海文艺出版社 | 上海文艺出版社         | 人民文学出版社 | 人民文学出版社         |
| 發售日期       | ISBN                   | 發售日期      | ISBN                   | 發售日期       | ISBN                   | 發售日期       | ISBN                   |
| -------------- | ---------------------- | ------------- | ---------------------- | -------------- | ---------------------- | -------------- | ---------------------- |
| 2011年11月11日 | ISBN 978-4-06-138919-9 | 2014年5月20日 | ISBN 978-957-10-5590-9 | 2016年9月      | ISBN 978-7-5321-6113-3 | 2019年8月      | ISBN 978-7-02-014386-3 |

## 广播剧CD
音樂：Lip on Hip
售价：3000日元
发售日：2002年8月9日

### 製作人員
- 原作：奈須きのこ
- 脚本/系列構成：
- 編集制作：

### 主題曲
- 「Night Device 006X」（作曲・編曲 - 鷹茂イナヲ / ギター - H.K. / Bass - ペコーヰチ）
- 「ソラヲコエテ」（作詞 - A.Masato / 作曲・編曲 - 鷹茂イナヲ / 歌 - Ta　）

## 漫画
- 
  - 作画：天空Sphere(天空すふぃあ)，原作：奈須蘑菇，人设原案：武内崇
  - 2010年9月15日開始在日本讲谈社的子公司·星海社开设的网站《最前线》上连载。

### 單行本
星海社COMICS發售。
1. ISBN 978-4063695014（2011年11月11日發售）
2. ISBN 978-4063695069（2012年7月10日發售）
3. ISBN 978-4063695083（2013年7月10日發售）
4. ISBN 978-4063695175（2014年9月10日發售）
5. ISBN 978-4063695342（2015年8月11日發售）

## 外部連結
- TYPE-MOON『空の境界』 （页面存档备份，存于）
- 講談社『空の境界 the Garden of sinners』 （页面存档备份，存于）
- 『劇場版 空の境界』公式ホームページ （页面存档备份，存于）
- 漫画版『空の境界 the Garden of sinners』（星海社WEBサイト「最前線」） （页面存档备份，存于）